# Endasys rhyssotexanus
Endasys rhyssotexanus är en stekelart som beskrevs av Luhman 1990. Endasys rhyssotexanus ingår i släktet Endasys och familjen brokparasitsteklar. Inga underarter finns listade i Catalogue of Life.